# Thomasomys silvestris
Thomasomys silvestris és una espècie de mamífer rosegador de la família dels cricètids. És endèmic de l'Equador, on viu a altituds d'entre 1.800 i 4.500 msnm. Els seus hàbitats naturals són els boscos montans i els páramos. Algunes poblacions estan amenaçades per la desforestació, la fragmentació del seu medi i l'expansió de l'agricultura.